# Nigrapercula africana
Nigrapercula africana är en mossdjursart som först beskrevs av Cook 1985.  Nigrapercula africana ingår i släktet Nigrapercula och familjen Bitectiporidae. Inga underarter finns listade i Catalogue of Life.